# Ignaz Seipel
Ignaz Seipel (Viena, 19 de julho de 1876 — Pernitz, 2 de agosto de 1932) foi um político austríaco. Foi ordenado padre e fez um doutoramento em ciências políticas. Foi um membro do partido socialista cristão estabelecido pelo presidente da Câmara de Viena, o virulento antisemita Karl Lueger. Durante a Primeira Guerra Mundial serviu como Secretário de Estado no governo austro-húngaro. Após a guerra, ele estabeleceu um novo partido socialista cristão, desta vez operando apenas a partir da Áustria, depois da perda do império. Foi chanceler austríaco entre 1922 e 1924, e novamente entre 1926 e 1929. Sua principal política foi estabelecer cooperação entre os industrialistas ricos e as unidades paramilitares, a Heimwehr.
Isto levou a um aumento da violência na rua, culminando no Massacre de Viena de 15 de Julho de 1927. No campo da política externa, assinou o protocolo da Liga das Nações para a reconstrução da Áustria de 4 de outubro de 1922 e estabeleceu a coordenação da política externa com o governo italiano.